# Liste der Kulturdenkmale in Dornburg-Camburg
Die Liste der Kulturdenkmale in Dornburg-Camburg umfasst die als Einzeldenkmale, Bodendenkmale und Denkmalensembles erfassten Kulturdenkmale auf dem Gebiet der Stadt Dornburg-Camburg im thüringischen Saale-Holzland-Kreis (Stand: Februar 2020). Die Angaben in der Liste ersetzen nicht die rechtsverbindliche Auskunft der zuständigen Denkmalschutzbehörde.

## Legende
- Bild: zeigt ein Bild des Kulturdenkmals und gegebenenfalls einen Link zu weiteren Fotos des Kulturdenkmals im Medienarchiv Wikimedia Commons
- Bezeichnung: Name, Bezeichnung oder die Art des Kulturdenkmals
- Lage: Wenn vorhanden Straßenname und Hausnummer des Kulturdenkmals; Grundsortierung der Liste erfolgt nach dieser Adresse. Der Link Karte führt zu verschiedenen Kartendarstellungen und nennt die Koordinaten des Kulturdenkmals.
 Kartenansicht, um Koordinaten zu setzen – in dieser Kartenansicht sind Kulturdenkmale ohne Koordinaten mit einem roten bzw. orangen Marker dargestellt und können in der Karte gesetzt werden. Kulturdenkmale ohne Bild sind mit einem blauen bzw. roten Marker gekennzeichnet, Kulturdenkmale mit Bild mit einem grünen bzw. orangen Marker.
- Datierung: gibt das Jahr der Fertigstellung beziehungsweise das Datum der Erstnennung oder den Zeitraum der Errichtung an
- Beschreibung: bauliche und geschichtliche Einzelheiten des Kulturdenkmals, vorzugsweise die Denkmaleigenschaften
- ID: Die ID identifiziert das Kulturdenkmal eindeutig. In Thüringen sind aktuell keine IDs veröffentlicht. In der ID-Spalte kann sich auch folgendes Icon  befinden, dies führt zu Angaben zu diesem Kulturdenkmal bei Wikidata.

## Kulturdenkmale nach Ortsteilen

### Camburg
| Bild                           | Bezeichnung                                                                    | Lage                                                          | Datierung | Beschreibung      | ID |
| ------------------------------ | ------------------------------------------------------------------------------ | ------------------------------------------------------------- | --------- | ----------------- | -- |
| BW                             | Denkmalensemble                                                                | Georgstraße 13, 14, 15 (Karte)                                |           |                   |    |
| weitere Bilder Fotos hochladen | Ruine der Cyriakskirche                                                        | nordwestlich der Stadt (Karte)                                |           | auch Bodendenkmal |    |
| BW                             | Stellwerk                                                                      | an der Bernhardstraße (Karte)                                 |           |                   |    |
| BW                             | Steinkreuz                                                                     | vor Amtshof 2 (Karte)                                         |           | auch Bodendenkmal |    |
| BW                             | Bahnsteighalle                                                                 | Bahnhofstraße, zwischen den Gleisanlagen des Bahnhofs (Karte) |           |                   |    |
| weitere Bilder Fotos hochladen | Camburg                                                                        | Burgstraße 7 (Karte)                                          |           | auch Bodendenkmal |    |
| BW                             | Wohnhaus mit Innenausstattung, Garten und Umfriedung                           | Georgstraße 3 (Karte)                                         |           |                   |    |
| BW                             | Villa mit Ausstattung, Garten und Einfriedung                                  | Georgstraße 14 (Karte)                                        |           |                   |    |
| weitere Bilder Fotos hochladen | Brunnen mit Pflasterung                                                        | Kirchplatz (Karte)                                            |           |                   |    |
| BW                             | Pfarrhaus                                                                      | Kirchplatz 8 (Karte)                                          |           |                   |    |
| weitere Bilder Fotos hochladen | Evangelische Pfarrkirche St. Trinitatis mit Ausstattung                        | Kirchplatz 11 (Karte)                                         |           |                   |    |
| BW                             | Stallgebäude + Torfahrt + Pflasterung                                          | Kirchstraße 12 (Karte)                                        |           |                   |    |
| weitere Bilder Fotos hochladen | Brücke                                                                         | Mühlenstraße (Karte)                                          |           |                   |    |
| BW                             | Mühle Camburg + Nebengebäude + Ausstattung + Floßschleuse + Einfriedung + Wehr | Mühlenstraße 20, 20a (Karte)                                  |           |                   |    |
| Fotos hochladen                | Todesmarschgedenkstein                                                         | Platz des Friedens (Karte)                                    |           |                   |    |
| Fotos hochladen                | Amtshaus mit Ausstattung                                                       | Platz des Friedens 1; Amtshof 1, 2 (Karte)                    |           |                   |    |
| weitere Bilder Fotos hochladen | Rathaus mit Ausstattung und Hofeinfriedung                                     | Rathausstraße 1 (Karte)                                       |           |                   |    |
| BW                             | Wohnhaus mit Nebengebäude und Ausstattung                                      | Rathausstraße 4 (Karte)                                       |           |                   |    |
| BW                             | Turnhalle                                                                      | Schmiedehäuser Straße 23 (Karte)                              |           |                   |    |
| BW                             | Friedhof mit Friedhofshalle und Grab KZ-Häftling                               | Semmelweisstraße 16 (Karte)                                   |           |                   |    |
| weitere Bilder Fotos hochladen | Katholische Pfarrkirche mit Ausstattung                                        | Straße 13 Nr. 2 (Karte)                                       |           |                   |    |
| BW                             | Obere Burg (Matzburg)                                                          | (Karte)                                                       |           | Bodendenkmal      |    |

### Döbrichau
ohne Denkmalbestand

### Döbritschen
| Bild                           | Bezeichnung                                                       | Lage                        | Datierung        | Beschreibung | ID |
| ------------------------------ | ----------------------------------------------------------------- | --------------------------- | ---------------- | ------------ | -- |
| Fotos hochladen                | ehemaliges Rittergut                                              | Döbritschen 10, 10a (Karte) |                  |              |    |
| weitere Bilder Fotos hochladen | Wasserkraftwerk mit Nebengebäude und Ausstattung sowie Wehranlage | Döbritschen 11 (Karte)      | 31. Oktober 2004 |              |    |

### Dornburg
| Bild                                    | Bezeichnung                                                                                 | Lage                                                                                 | Datierung | Beschreibung | ID |
| --------------------------------------- | ------------------------------------------------------------------------------------------- | ------------------------------------------------------------------------------------ | --------- | --- | -- |
| Fotos hochladen                         | Denkmalensemble „Stadtanlage“                                                               | Markt 1, 3-28; Marktstr. 1-6; Karl-Marx-Str. 1-13; August-Bebel-Str. 1-5, 18 (Karte) |           | |    |
| weitere Bilder Fotos hochladen          | Denkmalensemble „Dornburger Schlösser“                                                      | Max-Krehan-Str. 1-6, Markt 2 (Karte)                                                 |           | Renaissance-Schloss, Rokoko-Schloss, Schlossgarten und Berghaus, Marstallgebäude (Keramische Werkstatt), Frohnfeste, Altes Schloss, Kapelle und Wirtschaftsgebäude |    |
| weitere Bilder Fotos hochladen          | Rokoko-Schloss mit Kavaliershaus, Garten, Weinterrassen sowie Marstall mit Keramikwerkstatt | Max-Krehan-Straße 1, 5 (Karte)                                                       |           | |    |
| weitere Bilder Fotos hochladen          | Renaissance-Schloss mit Wirtschafts- und Nebengebäuden und umgebenden Freiflächen           | Max-Krehan-Straße 6 (Karte)                                                          |           | |    |
| weitere Bilder Fotos hochladen          | Altes Schloss mit Wirtschafts- und Nebengebäuden und umgebenden Freiflächen                 | Max-Krehan-Straße 3, 4 (Karte)                                                       |           | auch Bodendenkmal |    |
| Direkt Bild zu diesem Denkmal hochladen | Wegweiserstein                                                                              | am nördlichen Ortsrand                                                               |           | |    |
| weitere Bilder Fotos hochladen          | Kirche St. Jacobus Major mit Ausstattung, Kirchhof und Einfriedung                          | Markt (Karte)                                                                        |           | |    |
| BW                                      | Wohnhaus mit Einfriedung                                                                    | August-Bebel-Straße 14 (Karte)                                                       |           | |    |
| BW                                      | Grabdenkmale                                                                                | Friedrich-Ludwig-Jahn-Straße, Friedhof (Karte)                                       |           | Carl Christian Friedrich Hertzer, Frieda Freiin von Bülow, Familie A. Karnischky, Louise Krehan, Max Krehan                                                        |    |
| Fotos hochladen                         | Wohnhaus (ehem. Apotheke) mit Apothekergarten                                               | Markt 1 (Karte)                                                                      |           | |    |
| Fotos hochladen                         | Schütthaus / Kornspeicher                                                                   | Markt 2 (Karte)                                                                      |           | |    |
| Fotos hochladen                         | Pfarrhaus                                                                                   | Markt 3 (Karte)                                                                      |           | |    |
| weitere Bilder Fotos hochladen          | Rathaus                                                                                     | Markt 21 (Karte)                                                                     |           | |    |
| Fotos hochladen                         | Amtshaus mit Nebengebäude, Garten, Pavillon, Einfriedung                                    | Marktstraße 6 (Karte)                                                                |           | |    |
| BW                                      | Turmhügel „Burgschädel“                                                                     | (Karte)                                                                              |           | Bodendenkmal |    |

### Dorndorf-Steudnitz
| Bild                           | Bezeichnung                                                         | Lage                                                                                            | Datierung | Beschreibung | ID |
| ------------------------------ | ------------------------------------------------------------------- | ----------------------------------------------------------------------------------------------- | --------- | ------------ | -- |
| BW                             | Denkmalensemble „Markt Dorndorf“                                    | Dorndorf, Bürgelsche Str. 9, 11; Mühlengasse 1, 2a, 2b, 2c, 2d, 3; Schulstr. 26, 29, 31 (Karte) |           |              |    |
| BW                             | Todesmarschgedenkstein                                              | Dorndorf, Markt (Karte)                                                                         |           |              |    |
| weitere Bilder Fotos hochladen | Alexanderbrücke                                                     | Dorndorf, Brückenstraße (Karte)                                                                 |           |              |    |
| BW                             | Wohnhaus mit Ausstattung                                            | Dorndorf, Brückenstraße 22 (Karte)                                                              |           |              |    |
| BW                             | Wohnhaus mit Ausstattung                                            | Dorndorf, Bürgelsche Straße 11 (Karte)                                                          |           |              |    |
| weitere Bilder Fotos hochladen | Kirche mit Ausstattung, Kirchhof, Einfriedung und Gefallenendenkmal | Dorndorf, Bürgelsche Straße 8 (Karte)                                                           |           |              |    |
| BW                             | Pfarrhaus und Einfriedung                                           | Dorndorf, Bürgelsche Straße 10 (Karte)                                                          |           |              |    |
| BW                             | Wohnhaus mit Ausstattung und Einfriedung                            | Dorndorf, Hinter dem Teichgarten 1 (Karte)                                                      |           |              |    |
| BW                             | Wohnhaus mit Ausstattung und Einfriedung                            | Dorndorf, Keltergasse 2 (Karte)                                                                 |           |              |    |
| BW                             | Schulgebäude mit Ausstattung                                        | Dorndorf, Schulplatz 1 (Karte)                                                                  |           |              |    |
| BW                             | Wohnhaus mit Ausstattung                                            | Dorndorf, Schulstraße 9 (Karte)                                                                 |           |              |    |
| BW                             | Gehöft                                                              | Dorndorf, Schulstraße 23 (Karte)                                                                |           |              |    |
| BW                             | Wohnhaus mit Ausstattung                                            | Dorndorf, Schulstraße 26 (Karte)                                                                |           |              |    |
| BW                             | Brunnen                                                             | Naschhausen, Am Born (Karte)                                                                    |           |              |    |
| BW                             | Wohnhaus mit Einfriedung                                            | Naschhausen, Naschhäuser Straße 16 (Karte)                                                      |           |              |    |
| BW                             | Brunnen mit Einfriedung                                             | Naschhausen, vor Brückenstraße 4 (Karte)                                                        |           |              |    |
| weitere Bilder Fotos hochladen | Kirche mit Ausstattung, Kirchhof und Einfriedung                    | Steudnitz, Kirchgasse (Karte)                                                                   |           |              |    |
| BW                             | Villa mit Garten und ehem. Kutscherhaus                             | Steudnitz, Am Heerweg 1, 3 (Karte)                                                              |           |              |    |
| BW                             | Villa mit Ausstattung und Garten                                    | Steudnitz, Am Heerweg 5 (Karte)                                                                 |           |              |    |

### Hirschroda
| Bild                                    | Bezeichnung                                      | Lage                                          | Datierung | Beschreibung | ID |
| --------------------------------------- | ------------------------------------------------ | --------------------------------------------- | --------- | ------------ | -- |
| BW                                      | Denkmalensemble „Kirche, Pfarrei und Schule“     | Hirschroda 2, 3 und 26 (Karte)                |           |              |    |
| BW                                      | Torhaus mit Tor und Portal                       | Hirschroda 2 (Karte)                          |           |              |    |
| weitere Bilder Fotos hochladen          | Kirche mit Ausstattung, Kirchhof und Einfriedung | Hirschroda 3 (Karte)                          |           |              |    |
| Direkt Bild zu diesem Denkmal hochladen | Wegweiserstein                                   | am südlichen Ortsrand / Weg nach Würchhausen  |           |              |    |
| Direkt Bild zu diesem Denkmal hochladen | Wegweiserstein                                   | am nördlichen Ortsrand / Weg nach Döbritschen |           |              |    |

### Posewitz
| Bild            | Bezeichnung                                                     | Lage                  | Datierung | Beschreibung | ID |
| --------------- | --------------------------------------------------------------- | --------------------- | --------- | ------------ | -- |
| Fotos hochladen | Gutshof mit Herrenhaus, Wirtschaftsgebäuden, Teich und Friedhof | Posewitz 1, 2 (Karte) |           |              |    |

### Schinditz
ohne Denkmalbestand

### Stöben
| Bild | Bezeichnung | Lage                           | Datierung | Beschreibung | ID |
| ---- | ----------- | ------------------------------ | --------- | ------------ | -- |
| BW   | Scheune     | am nördlichen Ortsrand (Karte) |           |              |    |

### Tümpling
| Bild                           | Bezeichnung                                                                           | Lage                                  | Datierung | Beschreibung | ID |
| ------------------------------ | ------------------------------------------------------------------------------------- | ------------------------------------- | --------- | ------------ | -- |
| weitere Bilder Fotos hochladen | Gutshof mit Herrenhaus („Schloss“), Neben- und Wirtschaftsgebäuden, Park, Einfriedung | Tümpling 1, 1b, 2, 3, 4, 5, 6 (Karte) |           |              |    |
| BW                             | Gehöft                                                                                | Tümpling 12 (Karte)                   |           |              |    |
| Fotos hochladen                | Brücke                                                                                | vor dem Schloss (Karte)               |           |              |    |

### Wilsdorf
| Bild                                    | Bezeichnung    | Lage                                | Datierung | Beschreibung | ID |
| --------------------------------------- | -------------- | ----------------------------------- | --------- | ------------ | -- |
| Direkt Bild zu diesem Denkmal hochladen | Wegweiserstein | am südwestlichen Ortsrand           |           |              |    |
| BW                                      | Steinkreuz     | am südöstlichen Ortsausgang (Karte) |           | Bodendenkmal |    |

### Wonnitz
ohne Denkmalbestand

### Zöthen
ohne Denkmalbestand